# Premi al millor autor viu de manga del Saló del Manga de Barcelona
El Premi al millor autor viu de manga del Saló del Manga de Barcelona fou un guardó anual concedit per Ficomic durant el Saló de Manga de Barcelona. Semblantment al Gran Premi del Saló del Còmic de Barcelona, també concedit per Ficomic, el premi era un reconeixement a la trajectòria professional d'un autor, en aquest cas concretament d'un mangaka. El premi també habia utilitzat la denominació Premi al millor autor viu de manga de qualsevol gènere i època i premi al millor autor de manga en actiu.
Sense dotació econòmica, el guardó es va entregar des de la primera edició dels premis concedits al Saló del Manga de Barcelona, instaurats al XIV Saló del Manga (2008). Era l'únic premi del conjunt del palmarès que no era escollit per votació popular sinó que era directament elegit per Ficomic, que sempre havia invitat el mangaka a fer acte de presència a la convenció otaku de Barcelona. El 2017 fou el darrer any que es va entregar.

## Palmarès
| Any  | Autor          |
| ---- | -------------- |
| 2008 | Clamp          |
| 2009 | Naoki Urasawa  |
| 2010 | Eiichirō Oda   |
| 2011 | Akira Toriyama |
| 2012 | Hiro Mashima   |
| 2013 | Takehiko Inoue |
| 2014 | Takeshi Obata  |
| 2015 | Inio Asano     |
| 2016 | Junji Ito      |
| 2017 | Hirohiko Araki |